# TIME Person of the Year

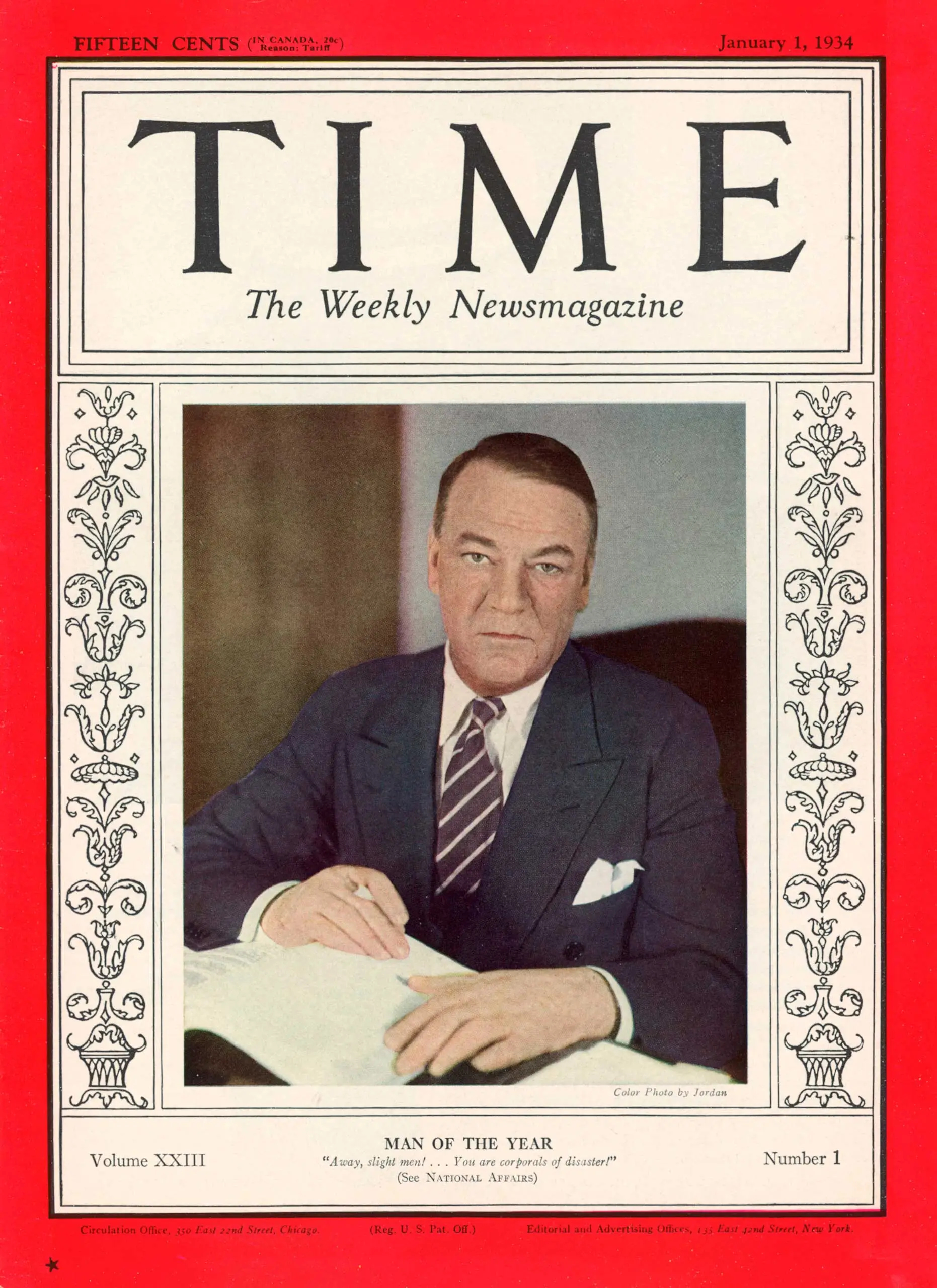
Man of the Year Hugh S. Johnson op de voorkant van Time in 1933

TIME's Person of the Year (voorheen Man of the Year) is een jaarlijkse verkiezing, aan het eind van het jaar, van het Amerikaanse tijdschrift Time. De winnaar kan een persoon, groep, idee, plaats of machine zijn die for better or for worse de meeste invloed heeft gehad op het afgelopen jaar.
De traditie van het selecteren van een Man of the Year begon in 1927. In 1999 werd de titel veranderd in Person of the Year. Franklin D. Roosevelt is de enige persoon die de prijs drie keer heeft ontvangen, in 1932, 1934 en 1941.
In Nederland houdt Elsevier Weekblad met ingang van 2004 een soortgelijke verkiezing van de Nederlander van het Jaar. 

## Persons of the Year
| Jaar | Winnaar                                            | Geboren-overleden | Opmerkingen |
| ---- | -------------------------------------------------- | ----------------- | --- |
| 1927 | Charles Lindbergh                                  | 1902–1974         | Eerste en tot 2019 jongste Person of the Year |
| 1928 | Walter Chrysler                                    | 1875–1940         | |
| 1929 | Owen D. Young                                      | 1874–1962         | |
| 1930 | Mohandas Karamchand Gandhi                         | 1869–1948         | |
| 1931 | Pierre Laval                                       | 1883–1945         | |
| 1932 | Franklin D. Roosevelt                              | 1882–1945         | |
| 1933 | Hugh S. Johnson                                    | 1882–1942         | |
| 1934 | Franklin D. Roosevelt                              | 1882–1945         | |
| 1935 | Haile Selassie                                     | 1892–1975         | |
| 1936 | Wallis Simpson                                     | 1896–1986         | Eerste vrouw |
| 1937 | Chiang Kai-shek                                    | 1887–1975         | |
| 1937 | Song Meiling                                       | 1897–2003         | |
| 1938 | Adolf Hitler                                       | 1889–1945         | |
| 1939 | Jozef Stalin                                       | 1878–1953         | |
| 1940 | Winston Churchill                                  | 1874–1965         | |
| 1941 | Franklin D. Roosevelt                              | 1882–1945         | Eerste drievoudige winnaar |
| 1942 | Jozef Stalin                                       | 1878–1953         | |
| 1943 | George Marshall                                    | 1880–1959         | |
| 1944 | Dwight D. Eisenhower                               | 1890–1969         | |
| 1945 | Harry S. Truman                                    | 1884–1972         | |
| 1946 | James Byrnes                                       | 1879–1972         | |
| 1947 | George Marshall                                    | 1880–1959         | |
| 1948 | Harry S. Truman                                    | 1884–1972         | |
| 1949 | Winston Churchill                                  | 1874–1965         | |
| 1950 | De Amerikaanse soldaat tijdens de Koreaanse Oorlog |                   | |
| 1951 | Mohammad Mossadeq                                  | 1882–1967         | |
| 1952 | Elizabeth II van het Verenigd Koninkrijk           | 1926–2022         | |
| 1953 | Konrad Adenauer                                    | 1876–1967         | |
| 1954 | John Foster Dulles                                 | 1888–1959         | |
| 1955 | Harlow Curtice                                     | 1893–1962         | |
| 1956 | Hongaarse Opstand                                  |                   | |
| 1957 | Nikita Chroesjtsjov                                | 1894–1971         | |
| 1958 | Charles de Gaulle                                  | 1890–1970         | |
| 1959 | Dwight D. Eisenhower                               | 1890–1969         | |
| 1960 | Amerikaanse wetenschappers                         |                   | Vertegenwoordigd door: George Beadle, Charles Draper, John Enders, Donald Glaser, Joshua Lederberg, Willard Libby, Linus Pauling, Edward Purcell, Isidor Rabi, Emilio Segrè, William Shockley, Edward Teller, Charles Townes, James Van Allen en Robert Woodward |
| 1961 | John F. Kennedy                                    | 1917–1963         | |
| 1962 | Paus Johannes XXIII                                | 1881–1963         | |
| 1963 | Martin Luther King                                 | 1929–1968         | |
| 1964 | Lyndon B. Johnson                                  | 1908–1973         | |
| 1965 | William Westmoreland                               | 1914–2005         | |
| 1966 | De babyboomers                                     |                   | |
| 1967 | Lyndon B. Johnson                                  | 1908–1973         | |
| 1968 | De Apollo 8-astronauten                            |                   | William Anders, Frank Borman en Jim Lovell |
| 1969 | De Amerikaanse middenklasse                        |                   | |
| 1970 | Willy Brandt                                       | 1913–1992         | |
| 1971 | Richard Nixon                                      | 1913–1994         | |
| 1972 | Richard Nixon                                      | 1913–1994         | |
| 1972 | Henry Kissinger                                    | 1923–2023         | |
| 1973 | John Sirica                                        | 1904–1992         | |
| 1974 | Faisal bin Abdoel Aziz al-Saoed                    | 1906–1975         | |
| 1975 | De feministische beweging in de Verenigde Staten   |                   | Vertegenwoordigd door: Susan Brownmiller, Kathleen Byerly, Alison Cheek, Jill Conway, Betty Ford, Ella Grasso, Carla Hills, Barbara Jordan, Billie Jean King, Carol Sutton, Susie Sharp en Addie Wyatt                                                           |
| 1976 | Jimmy Carter                                       | 1924–2024         | |
| 1977 | Anwar Sadat                                        | 1918–1981         | |
| 1978 | Deng Xiaoping                                      | 1904–1997         | |
| 1979 | Ayatollah Khomeini                                 | 1902–1989         | |
| 1980 | Ronald Reagan                                      | 1911–2004         | |
| 1981 | Lech Wałęsa                                        | 1943              | |
| 1982 | De personal computer                               |                   | Machine van het jaar |
| 1983 | Ronald Reagan                                      | 1911–2004         | |
| 1983 | Joeri Andropov                                     | 1914–1984         | |
| 1984 | Peter Ueberroth                                    | 1937              | |
| 1985 | Deng Xiaoping                                      | 1904–1997         | |
| 1986 | Corazon Aquino                                     | 1933–2009         | |
| 1987 | Michail Gorbatsjov                                 | 1931–2022         | |
| 1988 | De bedreigde Aarde                                 |                   | Planeet van het jaar |
| 1989 | Michail Gorbatsjov                                 | 1931–2022         | Man van het decennium |
| 1990 | George H.W. Bush                                   | 1924–2018         | Bush benoemd als 'De Twee George Bushes'. Dit refereert niet naar zijn zoon George W. Bush, maar naar hoe George H.W. Bush werd becomplimenteerd in internationale zaken en bekritiseerd in binnenlandse zaken, zoals zijn citaat: 'Read my lips: no new taxes.' |
| 1991 | Ted Turner                                         | 1938              | |
| 1992 | Bill Clinton                                       | 1946              | |
| 1993 | De vredestichters                                  |                   | Vertegenwoordigd door: Yasser Arafat, F.W. de Klerk, Nelson Mandela en Yitzhak Rabin |
| 1994 | Paus Johannes Paulus II                            | 1920–2005         | |
| 1995 | Newt Gingrich                                      | 1943              | |
| 1996 | David Ho                                           | 1952              | |
| 1997 | Andy Grove                                         | 1936–2016         | |
| 1998 | Bill Clinton                                       | 1946              | |
| 1998 | Kenneth Starr                                      | 1946              | |
| 1999 | Jeffrey P. Bezos                                   | 1964              | |
| 1999 | Albert Einstein                                    | 1879–1955         | Persoon van de eeuw |
| 2000 | George W. Bush                                     | 1946              | |
| 2001 | Rudolph Giuliani                                   | 1944              | |
| 2002 | De klokkenluiders                                  |                   | Vertegenwoordigd door: Cynthia Cooper, WorldCom; Coleen Rowley, FBI en Sherron Watkins, Enron |
| 2003 | De Amerikaanse soldaat                             |                   | |
| 2004 | George W. Bush                                     | 1946              | |
| 2005 | De goede Samaritanen                               |                   | Vertegenwoordigd door: Bono, Bill Gates en Melinda Gates |
| 2006 | Jij                                                |                   | Vertegenwoordigd door iedereen op het World Wide Web |
| 2007 | Vladimir Poetin                                    | 1952              | |
| 2008 | Barack Obama                                       | 1961              | |
| 2009 | Ben Bernanke                                       | 1953              | |
| 2010 | Mark Zuckerberg                                    | 1984              | |
| 2011 | De demonstrant                                     |                   | 'De demonstrant’ vertegenwoordigde niet alleen de Arabische Lente maar ook de toenmalige Occupy-demonstraties |
| 2012 | Barack Obama                                       | 1961              | |
| 2013 | Paus Franciscus                                    | 1936–2025         | |
| 2014 | Hulpverleners in strijd tegen ebola                |                   | |
| 2015 | Angela Merkel                                      | 1954              | |
| 2016 | Donald Trump                                       | 1946              | |
| 2017 | De verbrekers van de stilte                        |                   | Vertegenwoordigd door hen die zich uitspreken tegen seksueel misbruik (zie ook #MeToo): Isabel Pascual, Adama Iwu, Ashley Judd, Susan Fowler, Taylor Swift, Tarana Burke en een onbekende vrouw                                                                  |
| 2018 | De bewakers van de waarheid                        |                   | Vertegenwoordigd door Jamal Khashoggi, Maria Ressa, Wa Lone, Kyaw Soe Oo en de redactie van de Capital Gazette |
| 2019 | Greta Thunberg                                     | 2003              | Jongste Person of the Year |
| 2020 | Joe Biden en Kamala Harris                         | 1942 en 1964      | |
| 2021 | Elon Musk                                          | 1971              | |
| 2022 | Volodymyr Zelensky                                 | 1978              | Naast Zelensky werd ook de "The spirit of Ukraine" als Person of the year genoemd. |
| 2023 | Taylor Swift                                       | 1989              | |
| 2024 | Donald Trump                                       | 1946              | |